# Élections municipales de 2008 dans le Cher
Les élections municipales françaises de 2008 ont eu lieu le 9 et 16 mars 2008. Le département du Cher comptait 290 communes, dont 10 de plus de 3 500 habitants où les conseillers municipaux étaient élus selon un scrutin de liste avec représentation proportionnelle.

## Maires élus
Les maires élus à la suite des élections municipales dans les communes de plus de 3 000 habitants :
| Communes                | Population | Maire élu en 2001    | Parti | Parti  | Maire élu          | Parti | Parti  |
| ----------------------- | ---------- | -------------------- | ----- | ------ | ------------------ | ----- | ------ |
| Bourges                 | 70 828     | Serge Lepeltier      |       | UMP    | Serge Lepeltier    |       | UMP    |
| Vierzon                 | 28 147     | Jean Rousseau        |       | DVD    | Nicolas Sansu      |       | PCF    |
| Saint-Amand-Montrond    | 11 642     | Serge Vinçon         |       | UMP    | Thierry Vinçon     |       | UMP    |
| Saint-Doulchard         | 9 020      | Daniel Bézard        |       | DVD    | Daniel Bézard      |       | DVD    |
| Mehun-sur-Yèvre         | 6 884      | François Pillet      |       | UMP    | François Pillet    |       | UMP    |
| Saint-Florent-sur-Cher  | 6 756      | Jean-Claude Bégassat |       | DVD    | Roger Jacquet      |       | PCF    |
| Aubigny-sur-Nère        | 5 575      | Yves Fromion         |       | UMP    | Yves Fromion       |       | UMP    |
| Saint-Germain-du-Puy    | 4 868      | Maxime Camuzat       |       | PCF    | Maxime Camuzat     |       | PCF    |
| Dun-sur-Auron           | 3 821      | Louis Cosyns         |       | UMP    | Louis Cosyns       |       | UMP    |
| Trouy                   | 3 797      | Gérard Santosuosso   |       | PRG    | Gérard Santosuosso |       | PRG    |
| La Guerche-sur-l'Aubois | 3 415      | Daniel Devoize       |       | PCF    | Pierre Ducastel    |       | DVD    |
| Sancoins                | 3 240      | Raymond Jourdain     |       | UMP    | Raymond Jourdain   |       | UMP    |
| La Chapelle-Saint-Ursin | 3 206      | Yvon Beuchon         |       | DVG-PS | Yvon Beuchon       |       | DVG-PS |

## Résultats

### Résultats en nombre de maires
| Partis       | Partis                            | Maires sortants | Maires élus | Évolution |
| ------------ | --------------------------------- | --------------- | ----------- | --------- |
|              | Parti communiste français         | 2               | 3           | +1        |
|              | Divers gauche-PS                  | 1               | 1           | 0         |
|              | Parti radical de gauche           | 1               | 1           | 0         |
| Total gauche | Total gauche                      | 3               | 4           | +1        |
|              | Union pour un mouvement populaire | 6               | 6           | 0         |
|              | Divers droite                     | 3               | 2           | -1        |
| Total droite | Total droite                      | 9               | 8           | -1        |
| Total        | Total                             | 12              | 12          |           |